# Rdeča sluzoglavka
Rdeča sluzoglavka (znanstveno ime Beryx splendens) je morska riba iz družine sluzoglavke (Berycidae), ki je razširjena po vseh svetovnih morjih na globinah med 25 in 1300 metri. Odrasle ribe zrastejo med 30 in 70 cm v dolžino in so priljubljene za pripravo sušija in ostalih japonskih jedi.